# Louis d'Illiers
Louis d'Illiers est un écrivain et historien français né le 19 décembre 1880 à Paris et mort le 9 novembre 1953 à Roquebrune-Cap-Martin,,.

## Biographie
Issu d'une famille de l'aristocratie orléanaise, Louis, Charles Patas d'Illiers naît dans le 8e arrondissement de Paris le 19 décembre 1880 sous la Troisième République,.
Il obtient un baccalauréat littéraire.
Il exerce la fonction de secrétaire d'ambassade à Berne (Suisse) et en Espagne.
Il se marie avec Marcelle de Saint-Quentin, à l'église Saint-Philippe-du-Roule (Paris VIIIe), le 17 janvier 1912 avec qui il aura un fils et deux filles.
Il s'installe dans le Loiret et demeure au château de la Fontaine à Olivet dans le département du Loiret.
Il est nommé chevalier de la Légion d'honneur le 9 mai 1919 à la suite du rapport rendu par le ministre des affaires étrangères Stephen Pichon.
Dès le mois de mai 1919, il siège dans la section des lettres à la Société d'agriculture, sciences, belles-lettres et arts d'Orléans.
Il est engagé en politique dans la Fédération républicaine, grand parti de la droite républicaine libérale et conservatrice sous la IIIe République.
Candidat à l'élection législative de 1914, il est battu par Fernand Rabier à Orléans (Loiret), dans la première circonscription,.
Il est à nouveau candidat et battu à l'élection législative de 1924 dans le Loiret sur une liste de l'Entente républicaine.
Louis d'Illiers meurt à 72 ans le 9 novembre 1953 à Roquebrune-Cap-Martin dans le département des Alpes-Maritimes, sous la  Quatrième République.
Il est inhumé dans le caveau familial le 13 novembre 1953 à Olivet.

## Publications
- La politique extérieure de Fleury depuis son arrivée au pouvoir jusqu'au traité de Séville : 1726-1729. 1903.
- Histoire d'Orléans racontée par un Orléanais. 1940.

- Prix Eugène-Carrière de l’Académie française en 1941.
- Les Jarente, deux prélats d'ancien régime. 1948.
- Lorsque finissait le siècle.... 1949[4].

- Articles pour les Mémoires de la Société d'agriculture, sciences, belles-lettres et arts d'Orléans (histoire, récits de voyage).

## Distinctions
- Chevalier de la Légion d'honneur (9 mai 1919)[12]
- Croix de guerre 1914–1918